# International Society for Autonomic Neuroscience
Міжнародне Товариство з Автономної Нейронауки (англ. International Society for Autonomic Neuroscience) — наукове товариство дослідників, що вивчають автономну (вегетативну) нервову систему. Товариство організовує наукові зустрічі, видає науковий журнал та надає підтримку студентам за рахунок нагород та грантів на подорожі. Це некомерційна та неурядова організація.

## Історія
Товариство було засноване в 1995 р., оскільки вважалося, що ключове міжнародне товариство, що охоплює неврологію, Міжнародна організація з досліджень мозку (англ. International Brain Research Organization), недостатньо представляє дослідження щодо цієї частини нервової системи. Першим президентом був Джеффрі Бернсток (Geoffrey Burnstock). Згідно іншого джерела стверджується, що товариство виникло завдяки Journal of Autonomic Neuroscience, мабуть тому що дискусії серед перших редакторів виявили відсутність наукового обміну на міжнародному рівні серед дослідників у цій галузі.
Початково, наукові зустрічі організовувались кожні 3 роки, перш ніж перейти до дворічного циклу. Зустрічі уже відбулися в Австралії, Великій Британії, Японії, Канаді, Франції, Бразилії, Німеччині та Італії.

## Журнал
Офіційний журнал товариства — «Autonomic Neuroscience: Basic and Clinical». Цей журнал публікує тези конгресу та підтримує студентські пости та презентації.

## Співпраця з регіональними товариствами
Товариство співпрацює з кількома регіональними товариствами, що мають подібні цілі, в організації спільних зустрічей. До таких товариств належать:
- Американське автономне товариство (англ. American Autonomic Society)
- Європейська федерація автономних товариств (англ. European Federation of Autonomic Societies)
- Японське товариство нейровегетативних досліджень (англ. Japan Society of Neurovegetative Research)